# Argyreia thwaitesii
Argyreia thwaitesii är en vindeväxtart som först beskrevs av Benjamin Clarke, och fick sitt nu gällande namn av D.F. Austin. Argyreia thwaitesii ingår i släktet Argyreia och familjen vindeväxter. Inga underarter finns listade i Catalogue of Life.